# 国際モーターボート連盟
国際モーターボート連盟（こくさいモーターボートれんめい、Union Internationale Motonautique）は、パワーボート、ホバークラフト、水上オートバイの便宜を図るために発足され、またモーターボートの国際統括機関も行う国際競技連盟。略称はUIM。1922年設立。本部はベルギー・ブリュッセル。世界50カ国以上が加盟している。日本唯一の下位組織はJPBA。

## 主な主催イベント
- モーターボート世界選手権大会
- モーターボート大陸選手権